# Bourgneuf-en-Retz
Bourgneuf-en-Retz is een plaats en voormalige gemeente in Frankrijk in het departement Loire-Atlantique in de regio Pays de la Loire. 

## Geschiedenis
De gemeente fuseerde op 1 januari 2016 met Fresnay-en-Retz tot de commune nouvelle Villeneuve-en-Retz.

## Geografie
De oppervlakte van Fresnay-en-Retz bedraagt 53,2 km², de bevolkingsdichtheid is 67 inwoners per km².
De onderstaande kaart toont de ligging van Bourgneuf-en-Retz met de belangrijkste infrastructuur en aangrenzende gemeenten.

## Demografie
Onderstaande figuur toont het verloop van het inwonertal.